# Vaccino anti-encefalite trasmessa da zecche
Il vaccino anti-encefalite trasmessa da zecche è un vaccino utilizzato per prevenire l'encefalite trasmessa da zecche (TBE).
Questa malattia è particolarmente diffusa nell'Europa Centrale ed Orientale, e nell'Asia Settentrionale. Più del 87% dei soggetti vaccinati sviluppa l'immunità. Non è però utile se effettuato in seguito ad un morso di zecca infetta. Viene praticato per mezzo di iniezione intramuscolare.
L'Organizzazione Mondiale della Sanità (OMS) raccomanda la vaccinazione per tutti i soggetti che vivono in aree dove la malattia è comune. In alternativa, il vaccino è raccomandato nei soli soggetti ad alto rischio. La raccomandazione è di somministrare tre dosi, a cui seguono altre dosi aggiuntive ogni 3-5 anni. Il vaccino è utilizzabile nei soggetti di età superiore ad uno o tre anni in base alla formulazione.
Effetti collaterali gravi sono estremamente rari. Le reazioni avverse minori includono febbre, irritazione e dolore nel sito di iniezione, e sono più comuni nelle formulazioni più vecchie. Il vaccino è sicuro in gravidanza.
Il primo vaccino per la TBE è stato sviluppato nel 1937. Fa parte della lista dei farmaci essenziali dell'Organizzazione Mondiale della Sanità, ovvero i farmaci di maggiore importanza richiesti in un sistema sanitario di base.

## Usi clinici
L'efficacia di questi vaccini è ben documentata. È stata anche dimostrata la loro capacità di proteggere i topi da un cocktail letale di diversi virus isolati della TBE, ottenuti in un periodo di oltre 30 anni da tutta l'Europa e dalla regione Asiatica dell'ex Unione Sovietica. Inoltre, è stato dimostrato che gli anticorpi umani indotti dalla vaccinazione dei soggetti volontari sono stati in grado di neutralizzare tutti i campioni isolati sottoposti al test.

### Calendario vaccinale
La raccomandazione è di somministrare due o tre dosi a seconda della formulazione. In genere devono trascorrere da uno a tre mesi dopo la prima dose, e da 5 a 12 mesi prima di somministrare la dose finale. Dosi aggiuntive sono raccomandate ogni 3-5 anni.

## Storia
Il primo vaccino per la TBE è stato prodotto nel 1937 nel cervello di alcuni topi. A distanza di più di vent'anni, i vaccini per la TBE hanno iniziato ad essere prodotti da colture cellulari (fibroblasti di embrione di pollo), sviluppati ed utilizzati per immunizzare gli esseri umani nell'ex Unione Sovietica. Un vaccino a virus inattivato è stato sviluppato in seguito, dimostrato una maggiore immunogenicità dei precedenti vaccini per la TBE.